# Big River (Saskatchewan)
Big River è un comune del Canada, situato nella provincia del Saskatchewan, nella divisione No. 16.